# Kwadwo Duah
Kwadwo Antwi Duah (sinh ngày 24 tháng 2 năm 1997) là một cầu thủ bóng đá chuyên nghiệp hiện đang thi đấu ở vị trí tiền đạo cho câu lạc bộ Ludogorets Razgrad tại Bulgarian First League và Đội tuyển bóng đá quốc gia Thụy Sĩ.

## Sự nghiệp câu lạc bộ
Duah bắt đầu sự nghiệp của mình ở đội trẻ của BSC Young Boys. Anh ra mắt Swiss Super League vào ngày 3 tháng 7 năm 2016 trước FC Lugano khi thay thế Yoric Ravet ở phút thứ 78. Sau những năm gắn bó với các câu lạc bộ Thụy Sĩ dưới dạng cho mượn, anh được bán cho FC Wil vào năm 2019. Trong suốt thời gian gắn bó với FC Wil, anh ghi 12 bàn thắng trước khi được FC St. Gallen ký hợp đồng vào năm 2020. Hai năm sau, anh chuyển đến 1. FC Nürnberg ở Đức với mức phí chuyển nhượng là 700.000 euro. Ở Nürnberg, anh là vua phá lưới mùa giải 2022–23 với 11 bàn thắng. Vào tháng 9 năm 2023, anh gia nhập Ludogorets Razgrad ở Bulgaria và góp phần quan trọng cho câu lạc bộ để giành chức vô địch Bulgaria với 13 bàn thắng.

## Sự nghiệp quốc tế
Từ năm 2014 đến 2018, Duah chơi cho các đội tuyển bóng đá trẻ quốc gia Thụy Sĩ.
Duah ra mắt đội tuyển quốc gia Thụy Sĩ vào ngày 4 tháng 6 năm 2024 trong trận giao hữu với Estonia. Vào ngày 7 tháng 6, anh được chọn vào đội hình chung cuộc 26 người tham dự UEFA Euro 2024. Vào ngày 15 tháng 6, anh ghi bàn thắng quốc tế đầu tiên trong chiến thắng 3–1 trước Hungary trong trận mở màn giải đấu của Thụy Sĩ.

## Đời tư
Duah sinh ra ở Luân Đôn, Anh và chuyển đến Thụy Sĩ khi còn trẻ và lớn lên ở quận Tscharnergut, Bern. Anh là người gốc Ghana và có hai quốc tịch Ghana và Thụy Sĩ.

## Thống kê sự nghiệp

### Câu lạc bộ
Tính đến 22 tháng 5 năm 2024
| Câu lạc bộ             | Mùa giải            | Giải vô địch           | Giải vô địch | Giải vô địch | Cúp quốc gia | Cúp quốc gia | Châu lục | Châu lục | Khác | Khác | Tổng cộng | Tổng cộng |
| Câu lạc bộ             | Mùa giải            | Hạng đấu               | Trận         | Bàn          | Trận         | Bàn          | Trận     | Bàn      | Trận | Bàn  | Trận      | Bàn       |
| ---------------------- | ------------------- | ---------------------- | ------------ | ------------ | ------------ | ------------ | -------- | -------- | ---- | ---- | --------- | --------- |
| Young Boys             | 2016–17             | Swiss Super League     | 6            | 1            | 1            | 1            | 6        | 0        | —    | —    | 13        | 2         |
| Neuchâtel Xamax (mượn) | 2016–17             | Swiss Challenge League | 11           | 1            | 0            | 0            | —        | —        | —    | —    | 11        | 1         |
| Winterthur (mượn)      | 2017–18             | Swiss Challenge League | 25           | 5            | 1            | 1            | —        | —        | —    | —    | 26        | 6         |
| Servette (mượn)        | 2018–19             | Swiss Challenge League | 11           | 2            | 0            | 0            | —        | —        | —    | —    | 11        | 2         |
| Wil                    | 2019–20             | Swiss Challenge League | 33           | 12           | 1            | 0            | —        | —        | —    | —    | 34        | 12        |
| St. Gallen             | 2020–21             | Swiss Super League     | 32           | 9            | 4            | 1            | 1        | 0        | —    | —    | 37        | 10        |
| St. Gallen             | 2021–22             | Swiss Super League     | 33           | 15           | 5            | 3            | —        | —        | —    | —    | 38        | 18        |
| St. Gallen             | Tổng cộng           | Tổng cộng              | 65           | 24           | 9            | 4            | 1        | 0        | —    | —    | 75        | 28        |
| 1. FC Nürnberg         | 2022–23             | 2. Bundesliga          | 33           | 11           | 4            | 0            | —        | —        | —    | —    | 37        | 11        |
| Ludogorets Razgrad     | 2023–24             | Bulgarian First League | 24           | 13           | 5            | 1            | 7        | 1        | 1    | 0    | 37        | 15        |
| Tổng cộng sự nghiệp    | Tổng cộng sự nghiệp | Tổng cộng sự nghiệp    | 208          | 69           | 21           | 7            | 14       | 1        | 1    | 0    | 244       | 77        |

1. ↑  Bao gồm Swiss Cup, DFB-Pokal và Bulgarian Cup
2. ↑  Một lần ra sân tại UEFA Champions League, năm lần ra sân tại UEFA Europa League
3. ↑  Ra sân tại UEFA Europa League
4. ↑  Một lần ra sân tại UEFA Champions League, sáu lần ra sân và một bàn thắng tại UEFA Europa Conference League
5. ↑  Ra sân tại Siêu cúp bóng đá Bulgaria

### Quốc tế
Tính đến 29 tháng 6 năm 2024
| Đội tuyển quốc gia | Năm       | Trận | Bàn |
| ------------------ | --------- | ---- | --- |
| Thụy Sĩ            | 2024      | 4    | 1   |
| Tổng cộng          | Tổng cộng | 4    | 1   |

#### Bàn thắng quốc tế
Tính đến 15 tháng 6 năm 2024
Tỷ số và kết quả liệt kê bàn thắng của Thụy Sĩ được để trước, cột tỷ số cho biết tỷ số sau mỗi bàn thắng của Duah.
| # | Ngày                | Địa điểm                             | Trận | Đối thủ | Bàn thắng | Kết quả | Giải đấu       |
| - | ------------------- | ------------------------------------ | ---- | ------- | --------- | ------- | -------------- |
| 1 | 15 tháng 6 năm 2024 | Sân vận động RheinEnergie, Köln, Đức | 2    | Hungary | 1–0       | 3–1     | UEFA Euro 2024 |